# Beugesehne
Als Beugesehnen bezeichnet man die Endsehnen der Muskeln, die die Zehen- und Fingergelenke beugen. Man unterscheidet eine oberflächliche und eine tiefe Beugesehne.

## Oberflächliche Beugesehne
Die oberflächliche Beugesehne wird durch den oberflächlichen Fingerbeuger (Musculus flexor digitorum superficialis) bzw. am Bein bei vierfüßigen Säugetieren durch den oberflächlichen Zehenbeuger gebildet. Die Sehne des Handbeugers überquert medial das Erbsenbein des Handgelenks, die des Fußbeugers bildet eine Kappe über das Fersenbein und teilt sich dann in eine der Anzahl der Zehen entsprechenden Anzahl von Schenkeln. Diese setzen am zweiten Finger- bzw. Zehenglied (bei Tieren als Kronbein bezeichnet) an.

## Tiefe Beugesehne
Die tiefe Beugesehne ist die Endsehne des tiefen Finger- bzw. Zehenbeugers Sie setzt am letzten Finger- bzw. Zehenglied (bei Huftieren als Hufbein bezeichnet) an. Am letzten Zehengelenk (sowohl an der vorderen als auch hinteren Extremität) ist sie bei Tieren von einem Sesambein unterlagert, welches bei Huftieren als Strahlbein bezeichnet wird.

## Sehnenscheiden
Die beiden Beugesehnen besitzen im Bereich des Handgelenks (Karpalbeugesehnenscheide, Vagina synovialis communis musculorum flexorum) und Zehengrundgelenks eine gemeinsame Sehnenscheide (Fesselbeugesehnenscheide, Vagina synovialis tendinum digitorum manus bzw. pedis).

## Beugesehnenkreuzung
Im Bereich der Mittelhand bzw. des Mittelfußes verläuft die oberflächliche Beugesehne, wie es der Name sagt, oberflächlich der tiefen. Ihr Ansatz liegt aber weiter proximal. Daher muss die oberflächliche Beugesehne vor ihrem Ansatz am Knochen die tiefe passieren lassen. Dies erfolgt in der Beugesehnenkreuzung (Chiasma tendinum). Hier teilt sich die oberflächliche Beugesehne in zwei Schenkel, durch deren Lücke die tiefe hindurchtritt. Entscheidend bei der Blutversorgung der Beugesehnen sind die Vincula tendinum.